# Notskaft

Fjärdedelsnot med skaft.

Notskaftet är fäst vid nothuvudet på noten. Helnoter och brevisnoter har inget skaft. Åttondelsnoter och kortare notvärden har flaggor på skaftet, eller balkar om de är sammanbundna med andra noter.